# Госэйбай сикимоку

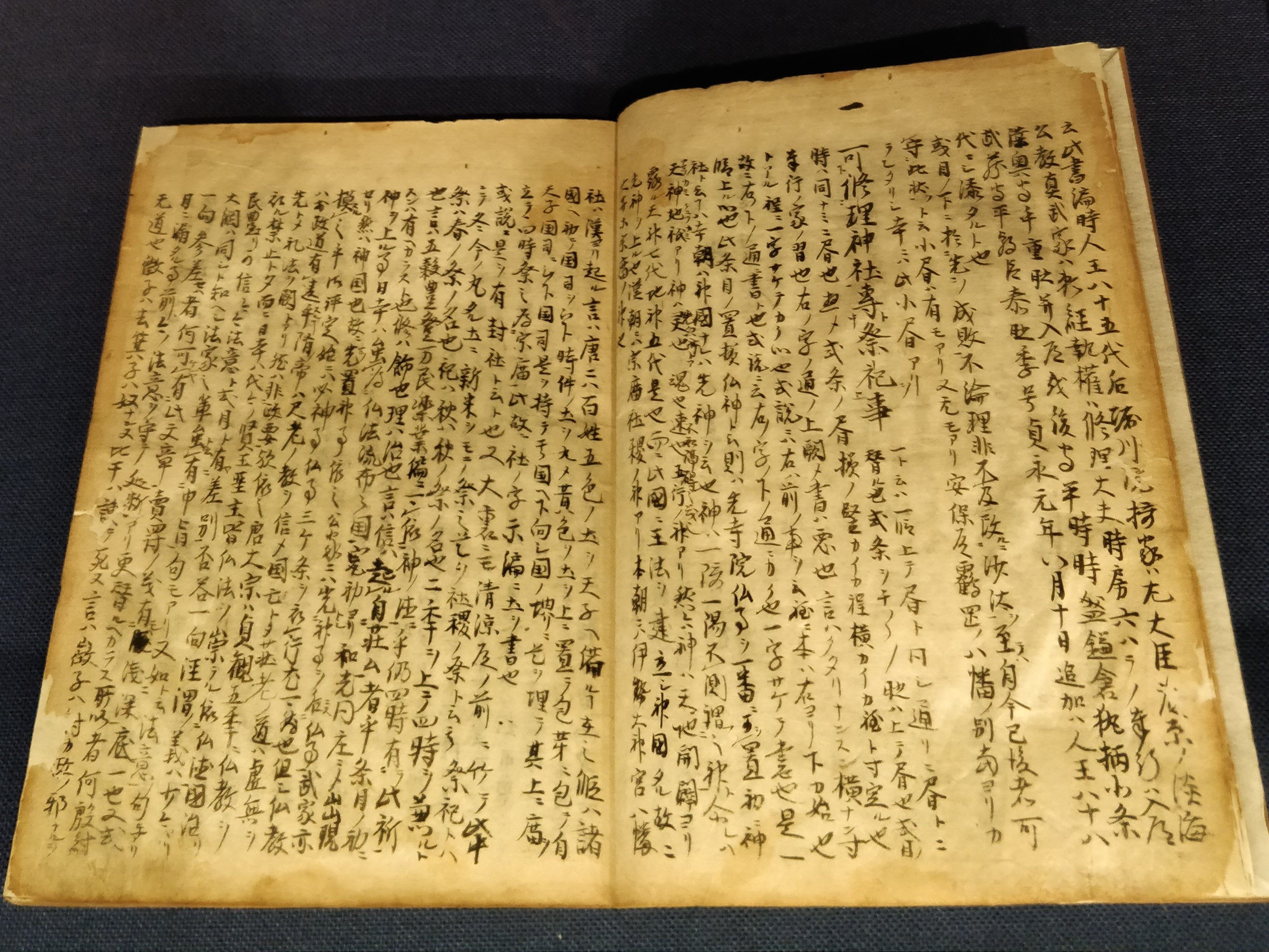
Копия Госэйбай сикимоку расшифрованная в 17 веке. Коллекция из Тоё бунко, Токио

Госэйба́й сикимо́ку (яп. 御成敗式目, «список наказаний») — японский свод законов сёгуната Камакура. Состоит из 51 статьи. Составлен в 1232 году по приказу сиккэна Ходзё Ясутоки. Базировался на правовых обычаях Японии XI—XIII веков. Считается первым письменным памятником самурайского законотворчества.

## История
Официальное название свода законов — «Список наказаний» (яп. 御成敗式条, госэйбай сикидзё). Изначально он назывался «Статьи наказаний», но позже был переименован. Популярным историческим названием является «Список Дзёэй» (яп. 貞永式目, дзёэй сикимоку), которое происходит от названия девиза Императорского правления «Дзёэй».
«Госэйбай сикимоку» был утверждён 30 июля 1232 года, через 11 лет после Смуты Дзёкю 1221 года. Свод разрабатывали по приказу сиккэна Ходзё Ясутоки его советники: Яно Томосигэ, Сато Наритоки, Фудзивара Дзёэн и Ота Ясуцура. Принятие закона происходило на заседаниях совета сиккэна в присутствии наиболее влиятельных самураев сёгуната. Всего в процессе составления свода законов принимали участие 13 государственных деятеля, включая Ходзё Ясутоки.
Ещё со времени основания Камакурского сёгуната в 1185 году, восточнояпонские самураи выработали собственные устные «военные законы», которые отличались от традиционных японских правовых норм, утверждённых в Императорских кодексах и законодательстве столичной аристократии. Эти законы базировались на обычаях воинов равнины Канто, которые признавали главу Камакурского правительства, сёгуна, своим абсолютным правителем. Однако, после Смуты Дзёкю 1221 года, сёгунат расширил своё влияние и восточнояпонские правовые обычаи на Западную Японию, что спровоцировало конфликты между новоприбывшими самураями-администраторами с Востока и местным населением. Для урегулирования этих конфликтов, а также оформления действенной и стабильной системы контроля Камакурского сёгуната над подчинёнными, был составлен «Список наказаний» 1232 года.
Свод состоит из 51 статьи, которые по образцу «Конституции семнадцати статей» принца Сётоку, разделены на 3 части по 17 статей на темы «Небо», «Земля» и «Человек». Ведущей идеей закона является соблюдение высшей истины — «принципа Дао» (яп. 道理, дори), который лежит в основе самурайского понятия справедливости и воплощается в решениях судей. «Госэйбай сикимоку» условно подразделяется на следующие разделы:
- Буддийские монастыри и синтоистские святилища (Статьи 1—2)
- Организация сёгуната:
  - Сюго (Статьи 3 — 4)
  - Дзито (Статьи 5, 38)
  - Другие чиновники (Статьи 37, 39, 40)
- Закон о земле:
  - Владение землёй (Статьи 7 — 8, 36, 43, 47)
  - Управление наделами (Статьи 42, 46)
  - Продажа наделов (Статья 48)
- Уголовное право (Статьи 9 — 17, 32 — 34)
- Закон о наследстве (Статьи 18 — 27)
- Судопроизводство (Статьи 6, 28 — 31, 35, 41, 44, 45, 49 — 51).

Разделы об организации сёгуната и уголовном праве были составлены согласно потребностям сёгуната, раздел о наследстве базировался на самурайских правовых обычаях, а раздел о землевладении вобрал в себя как самурайские нормы, так и нововведения администрации сёгуната, которые отвечали потребностям времени. Статья 8 является манифестом самурайского понятия частной собственности на землю, отличного от норм аристократического законодательства VIII—XI веков.
Первая группа статей с 1 по 31 имеют упорядоченный вид, а вторая группа статей с 32 по 52 — неупорядоченный. Считается, что изначально содержание статей первой группы было разделено на 51 статью, но после 1232 года сокращён до 31 статьи и дополнен статьями другой группы. В таком виде свод законов сохранился до наших дней.
«Госэйбай сикимоку» формально не отрицал положений традиционных правовых норм прошлого, но фактически отменил их на землях, бывших под властью сёгуната. Он стал свидетельством политической зрелости самурайства и независимости от аристократии. Уже в XIV веке этот свод считался священной книгой, часто помещался в средину буддийских статуй и был объектом поклонения среди бедных воинов. В XVII веке, несмотря на отмену, «Госэйбай сикимоку» был известен широкому кругу японцев и использовался в школах для простых людей как учебник по чтению и письму.